# 维么拉
维么拉（Wimmera）是澳大利亚维多利亚省西部的一个地区。
维么拉包括马里灌木丛区以南，南澳州边境以东以及大分水岭以北的旱地农业区。它也可以被定义为霍舍姆的社会集中地，也就是主要居住区之中的土地。
维么拉的大部分地区地势都很平淡，只有格兰扁山脉和阿拉匹力司山从广袤的平原和高地上突然崛起。这是由在维多利亚省境内的大分水岭所带来的地势。格兰扁山脉非常的崎岖和陡峭，特别是在东边有许多险峻的砂岩悬崖，但是在西边却是很平缓的斜坡。

## 城镇
维么拉地区包括好几个重要的城镇，例如霍舍姆、蒂姆勃拉(Dimboola)、斯托尔和尼尔。它们中的大部分都依赖谷物和绵羊来发展经济，也因此城镇里尽是面粉磨坊和谷物储藏仓库。由于对脆弱土壤的过度利用以及主宰地方经济的主要产品的持续产量减少，这个地区一些比较小的城镇正在逐渐消亡。

## 气候
当地的气候是半干燥半湿润。每年的降雨量由北部的380毫米（15英寸）到南部的580毫米（230英寸）不等。在格兰扁山脉，年降水量可高达1150毫米（46英寸），还会经常有降雪。大部分降雨都发生在冬季，虽然夏天也会偶尔发生大暴雨。最出名的一次是在1974年1月中，尼尔的一场雷暴雨录得133.2毫米的降雨量。
维么拉夏天的温度比较高，通常最高可达30℃ (86℉)，而最低是14℃ (57℉)。某些时候极端气温可高达44℃ (111℉)。在冬季，最高温度通常可达人体比较舒适的15℃ (59℉)，但是清晨还是比较冷。在霍舍姆的清晨平均温度只有4℃ (40℉)。

## 土壤
该地区大部分的土壤都很贫瘠，也大都是沙地。然而，在尼尔和沃勒克纳比尔之间的狭长地段有大量灰色变性土，虽然缺少磷，但是其他的主要营养成分都不缺，也能够保持水土。这些灰土是维多利亚州主要的种植小麦的土壤。红褐土也能够用来种植小麦，但是产量就没有灰土这么高，而且还需要更多肥料。

## 河流
维么拉地区没有永久的河流；它的大部分溪流只在持续的大降雨之后才能流动，但是一干燥却会度过很长时间。事实上，近些年来，该地区的主要储水设施，洛克兰水库，由于连续多年干旱已经基本上干涸了。

## 自然遗产
维么拉因其丰富的自然资源而著名

### 格兰扁山脉
重要的保护区其中之一就落在格兰扁国家公园。它包括很多不寻常的野花和维多利亚省雪河以西最多种类的动植物群。格兰扁山脉还拥有许多重要的澳大利亚原住民工艺品。事实上，在锺·坚娜担任维多利亚省省长时一段很短的时间内，这个国家公园曾经改名叫土著Gaeriwad，但是不久之后在简纳德上任之后就又改回来了。

### 小沙漠
位于尼尔南边，蒂姆勃拉(Dimboola)西部的一个叫错名字的小沙漠国家公园，是一大片荒芜的充满沙丘的地区。这个地区是如此的贫瘠，以致于在使用过磷酸盐和微量元素之后也没有用。